# Anders Rasmuson
Ej att förväxla med Anders S. Rasmuson, född 1951, professor i kemiteknik vid Chalmers tekniska högskola.
Anders Sigfrid Hans Rasmuson, född 7 oktober 1923 i Lunds stadsförsamling, död 20 december 1980 i Brännkyrka församling, Stockholms län, var en svensk kemiingenjör.
Rasmuson tog civilingenjörsexamen från Kungliga Tekniska högskolan (KTH) 1947 och blev teknologie licentiat 1949. Han blev professor i kemisk apparatteknik vid KTH 1958. Rasmuson forskade bland annat om fasta och flytande bränslen som råvaror för kemisk industri.
Rasmuson var KTH:s rektor 1974–1980.
Han blev ledamot av Ingenjörsvetenskapsakademien 1965. Rasmuson är begravd på Skogskyrkogården i Stockholm.